# Lijst van Australische records zwemmen
Deze lijst van Australische records zwemmen is een overzicht van de huidige (bijgewerkt tot en met 8 april 2011), door Swimming Australia erkende Australische records op de verschillende wedstrijdonderdelen binnen de zwemsport. Dit overzicht bevat de Australische records op de langebaan (50 meterbad) en de kortebaan (25 meterbad).

## Langebaan
| Legenda:            |
| Huidig wereldrecord |

### Mannen
| Afstand              | Zwemmer                                                        | Club           | Tijd     | Datum            | Plaats     |
| -------------------- | -------------------------------------------------------------- | -------------- | -------- | ---------------- | ---------- |
| Vrije slag           |                                                                |                |          |                  |            |
| 50 meter             | Ashley Callus                                                  | Redlands       | 21,19    | 26 november 2009 | Canberra   |
| 100 meter            | Eamon Sullivan                                                 | Team Australia | 47,05    | 13 augustus 2008 | Peking     |
| 200 meter            | Ian Thorpe                                                     | Team Australia | 1.44,06  | 25 juli 2001     | Fukuoka    |
| 400 meter            | Ian Thorpe                                                     | Team Australia | 3.40,08  | 30 juli 2002     | Manchester |
| 800 meter            | Grant Hackett                                                  | Team Australia | 7.38,65  | 27 juli 2005     | Montreal   |
| 1500 meter           | Grant Hackett                                                  | Team Australia | 14.34,56 | 29 juli 2001     | Fukuoka    |
| Rugslag              |                                                                |                |          |                  |            |
| 50 meter             | Ashley Delaney                                                 | Nunawading     | 24,81    | 18 maart 2009    | Sydney     |
| 100 meter            | Hayden Stoeckel                                                | Team Australia | 52,97    | 11 augustus 2008 | Peking     |
| 200 meter            | Ashley Delaney                                                 | Nunawading     | 1.55,82  | 19 maart 2009    | Sydney     |
| Schoolslag           |                                                                |                |          |                  |            |
| 50 meter             | Brenton Rickard                                                | Team Australia | 26,95    | 29 juli 2009     | Rome       |
| 100 meter            | Brenton Rickard                                                | Team Australia | 58,58    | 27 juli 2009     | Rome       |
| 200 meter            | Christian Sprenger                                             | Team Australia | 2.07,31  | 30 juli 2009     | Rome       |
| Vlinderslag          |                                                                |                |          |                  |            |
| 50 meter             | Matt Targett                                                   | Team Australia | 22,73    | 27 juli 2009     | Rome       |
| 100 meter            | Andrew Lauterstein                                             | SOPAC SC       | 50,85    | 1 augustus 2009  | Rome       |
| 200 meter            | Nick D'Arcy                                                    | Maroochydore   | 1.54,46  | 17 maart 2009    | Sydney     |
| Wisselslag           |                                                                |                |          |                  |            |
| 200 meter            | Leith Brodie                                                   | Team Australia | 1.56,69  | 30 juli 2009     | Rome       |
| 400 meter            | Thomas Fraser-Holmes                                           | Miami          | 4.11,81  | 15 maart 2012    | Adelaide   |
| Vrije slag estafette |                                                                |                |          |                  |            |
| 4x100 meter          | Eamon Sullivan Andrew Lauterstein Ashley Callus Matt Targett   | Team Australia | 3.09,91  | 11 augustus 2008 | Peking     |
| 4x200 meter          | Kenrick Monk Robert Hurley Tommaso D'Orsogna Patrick Murphy    | Team Australia | 7.01,65  | 31 juli 2009     | Rome       |
| Wisselslagestafette  |                                                                |                |          |                  |            |
| 4x100 meter          | Ashley Delaney Brenton Rickard Andrew Lauterstein Matt Targett | Team Australia | 3.28,64  | 2 augustus 2009  | Rome       |

### Vrouwen
| Afstand              | Zwemmer                                                        | Club           | Tijd     | Datum            | Plaats    |
| -------------------- | -------------------------------------------------------------- | -------------- | -------- | ---------------- | --------- |
| Vrije slag           |                                                                |                |          |                  |           |
| 50 meter             | Libby Trickett                                                 | Commercial     | 23,97    | 29 maart 2008    | Sydney    |
| 100 meter            | Libby Trickett                                                 | Team Australia | 52,62    | 26 juli 2009     | Rome      |
| 200 meter            | Kylie Palmer                                                   | Chandler       | 1.55,73  | 4 april 2011     | Sydney    |
| 400 meter            | Bronte Barratt                                                 | Team Australia | 4.04,16  | 10 augustus 2008 | Peking    |
| 800 meter            | Kylie Palmer                                                   | Team Australia | 8.22,81  | 14 augustus 2008 | Peking    |
| 1500 meter           | Melissa Gorman                                                 | Redcliffe L/L  | 16.01,53 | 21 augustus 2010 | Irvine    |
| Rugslag              |                                                                |                |          |                  |           |
| 50 meter             | Sophie Edington                                                | Team Australia | 27,51    | 29 juli 2009     | Rome      |
| 100 meter            | Emily Seebohm                                                  | Team Australia | 58,88    | 28 juli 2009     | Rome      |
| 200 meter            | Belinda Hocking                                                | Albury         | 2.06,06  | 30 juli 2011     | Shanghai  |
| Schoolslag           |                                                                |                |          |                  |           |
| 50 meter             | Sarah Katsoulis                                                | Team Australia | 30,16    | 2 augustus 2009  | Rome      |
| 100 meter            | Leisel Jones                                                   | Commercial     | 1.05,09  | 20 maart 2006    | Melbourne |
| 200 meter            | Leisel Jones                                                   | Commercial     | 2.20,54  | 1 februari 2006  | Melbourne |
| Vlinderslag          |                                                                |                |          |                  |           |
| 50 meter             | Marieke Guehrer                                                | Team Australia | 25,48    | 1 augustus 2009  | Rome      |
| 100 meter            | Jessicah Schipper                                              | Team Australia | 56,23    | 27 juli 2009     | Rome      |
| 200 meter            | Jessicah Schipper                                              | Team Australia | 2.03,41  | 30 juli 2009     | Rome      |
| Wisselslag           |                                                                |                |          |                  |           |
| 200 meter            | Stephanie Rice                                                 | Team Australia | 2.07,03  | 27 juli 2009     | Rome      |
| 400 meter            | Stephanie Rice                                                 | Team Australia | 4.29,45  | 10 augustus 2008 | Peking    |
| Vrije slag estafette |                                                                |                |          |                  |           |
| 4x100 meter          | Libby Trickett Marieke Guehrer Shayne Reese Felicity Galvez    | Team Australia | 3.33,01  | 26 juli 2009     | Rome      |
| 4x200 meter          | Stephanie Rice Bronte Barratt Kylie Palmer Linda Mackenzie     | Team Australia | 7.44,31  | 14 augustus 2008 | Peking    |
| Wisselslagestafette  |                                                                |                |          |                  |           |
| 4x100 meter          | Emily Seebohm Sarah Katsoulis Jessicah Schipper Libby Trickett | Team Australia | 3.52,58  | 1 augustus 2009  | Rome      |

## Kortebaan
| Legenda:            |
| Huidig wereldrecord |

### Mannen
| Afstand              | Zwemmer                                                      | Club               | Tijd     | Datum             | Plaats    |
| -------------------- | ------------------------------------------------------------ | ------------------ | -------- | ----------------- | --------- |
| Vrije slag           |                                                              |                    |          |                   |           |
| 50 meter             | Matt Abood                                                   | Unatn              | 20,89    | 14 november 2009  | Berlijn   |
| 100 meter            | Matt Abood                                                   | Unatn              | 45,46    | 21 november 2009  | Singapore |
| 200 meter            | Ian Thorpe                                                   | SLC Aquadot        | 1.41,10  | 6 februari 2000   | Berlijn   |
| 400 meter            | Grant Hackett                                                | Miami              | 3.34,58  | 18 juli 2002      | Sydney    |
| 800 meter            | Grant Hackett                                                | Melbourne Vicentre | 7.23,42  | 20 juli 2008      | Melbourne |
| 1500 meter           | Grant Hackett                                                | Miami              | 14.10,10 | 7 augustus 2001   | Perth     |
| Rugslag              |                                                              |                    |          |                   |           |
| 50 meter             | Robert Hurley                                                | West Illawarra     | 23,24    | 26 oktober 2008   | Sydney    |
| 100 meter            | Ashley Delaney                                               | Nunawading         | 50,18    | 14 november 2009  | Berlijn   |
| 200 meter            | Ashley Delaney                                               | Nunawading         | 1.49,62  | 12 augustus 2009  | Hobart    |
| Schoolslag           |                                                              |                    |          |                   |           |
| 50 meter             | Christian Sprenger                                           | Commercial         | 26,54    | 12 november 2011  | Tokio     |
| 100 meter            | Brenton Rickard                                              | Southport Olympic  | 57,79    | 16 december 2010  | Dubai     |
| 200 meter            | Christian Sprenger                                           | Commercial         | 2.01,98  | 10 augustus 2009  | Berlijn   |
| Vlinderslag          |                                                              |                    |          |                   |           |
| 50 meter             | Matt Jaukovic                                                | Sydney Uni         | 22,28    | 11 augustus 2009  | Hobart    |
| 100 meter            | Mitchell Patterson                                           | Warringah Aquatic  | 49,51    | 22 november 2009  | Singapore |
| 200 meter            | Chris Wright                                                 | Commercial         | 1.51,11  | 12 augustus 2009  | Hobart    |
| Wisselslag           |                                                              |                    |          |                   |           |
| 100 meter            | Kenneth To                                                   | Trinity Grammar    | 51,93    | 3 juli 2011       | Adelaide  |
| 200 meter            | Leith Brodie                                                 | Albany Creek       | 1.52,86  | 10 augustus 2009  | Hobart    |
| 400 meter            | Matthew Dunn                                                 | Sydney Uni         | 4.04,24  | 24 september 1998 | Perth     |
| Vrije slag estafette |                                                              |                    |          |                   |           |
| 4x100 meter          | James Magnussen Matt Abood Kyle Richardson Tommaso D'Orsogna | Team Australia     | 3.06,18  | 15 december 2010  | Dubai     |
| 4x200 meter          | Kirk Palmer Grant Hackett Grant Brits Kenrick Monk           | Team Australia     | 6.52,66  | 31 augustus 2007  | Melbourne |
| Wisselslagestafette  |                                                              |                    |          |                   |           |
| 4x100 meter          | Benjamin Treffers Brenton Rickard Geoff Huegill Matt Abood   | Team Australia     | 3.24,46  | 19 december 2010  | Dubai     |

### Vrouwen
| Afstand              | Zwemmer                                                    | Club               | Tijd     | Datum            | Plaats     |
| -------------------- | ---------------------------------------------------------- | ------------------ | -------- | ---------------- | ---------- |
| Vrije slag           |                                                            |                    |          |                  |            |
| 50 meter             | Marieke Guehrer                                            | Melbourne Vicentre | 23,74    | 14 november 2009 | Berlijn    |
| 100 meter            | Libby Trickett                                             | Sopac SC           | 51,01    | 10 augustus 2009 | Hobart     |
| 200 meter            | Kylie Palmer                                               | Chandler           | 1.52,96  | 19 december 2010 | Dubai      |
| 400 meter            | Blair Evans                                                | City of Perth      | 3.58,31  | 9 november 2011  | Peking     |
| 800 meter            | Kylie Palmer                                               | Team Australia     | 8.12,32  | 10 april 2008    | Manchester |
| 1500 meter           | Melissa Gorman                                             | Redcliffe L/L      | 15.51,75 | 16 juni 2010     | Brisbane   |
| Rugslag              |                                                            |                    |          |                  |            |
| 50 meter             | Marieke Guehrer                                            | Melbourne Vicentre | 25,98    | 10 november 2009 | Stockholm  |
| 100 meter            | Emily Seebohm                                              | Brothers           | 56,58    | 15 juli 2010     | Brisbane   |
| 200 meter            | Belinda Hocking                                            | Albury             | 2.01,24  | 22 oktober 2011  | Berlijn    |
| Schoolslag           |                                                            |                    |          |                  |            |
| 50 meter             | Sarah Katsoulis                                            | Nunawading         | 29,50    | 22 november 2009 | Singapore  |
| 100 meter            | Leisel Jones                                               | Nunawading         | 1.03,00  | 14 november 2009 | Berlijn    |
| 200 meter            | Leisel Jones                                               | Nunawading         | 2.15,42  | 15 november 2009 | Berlijn    |
| Vlinderslag          |                                                            |                    |          |                  |            |
| 50 meter             | Marieke Guehrer                                            | Melbourne Vicentre | 24,69    | 15 november 2009 | Berlijn    |
| 100 meter            | Felicity Galvez                                            | SOPAC SC           | 55,43    | 19 december 2010 | Dubai      |
| 200 meter            | Jessicah Schipper                                          | Commercial         | 2.03,27  | 22 november 2009 | Singapore  |
| Wisselslag           |                                                            |                    |          |                  |            |
| 100 meter            | Emily Seebohm                                              | Brothers           | 58,50    | 22 november 2009 | Singapore  |
| 200 meter            | Emily Seebohm                                              | Brothers           | 2.07,64  | 17 juli 2010     | Brisbane   |
| 400 meter            | Ellen Fullerton                                            | Pro-Ma Miami       | 4.28,72  | 8 augustus 2009  | Hobart     |
| Vrije slag estafette |                                                            |                    |          |                  |            |
| 4x100 meter          | Emma McKeon Felicity Galvez Kotuku Ngawati Marieke Guehrer | Team Australia     | 3.30,92  | 18 december 2010 | Dubai      |
| 4x200 meter          | Blair Evans Jade Neilsen Kelly Stubbins Kylie Palmer       | Team Australia     | 7.37,57  | 15 december 2010 | Dubai      |
| Wisselslagestafette  |                                                            |                    |          |                  |            |
| 4x100 meter          | Rachel Goh Leisel Jones Felicity Galvez Marieke Guehrer    | Team Australia     | 3.48,88  | 17 december 2010 | Dubai      |

Nationale records: Amerikaanse records · Australische records · Belgische records · Nederlandse records 
 Internationale records: Olympische records · Wereldrecords · Europese records